# Canne blanche
Une canne blanche est une canne de couleur traditionnellement blanche, qu'utilisent certains déficients visuels (aveugles et malvoyants), non seulement comme un moyen de se repérer dans leur environnement spatial et de faciliter leur locomotion en évitant les obstacles, mais aussi, cet objet étant largement reconnu comme un symbole de la cécité, afin d'indiquer leur handicap aux autres personnes, pour qu'elles soient plus vigilantes à leur égard, et éventuellement pour faciliter la communication.

## Description

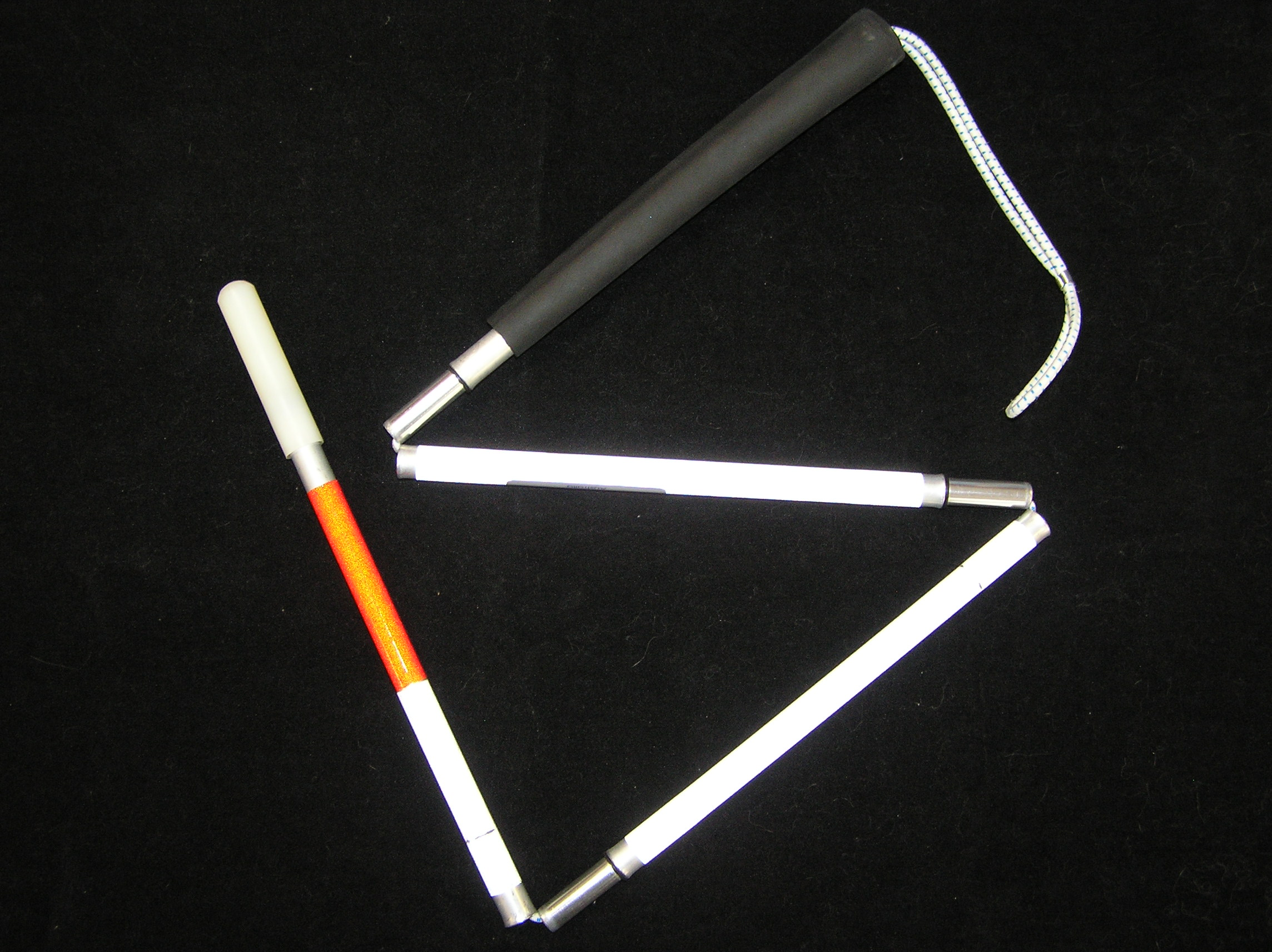
Canne blanche pliée.

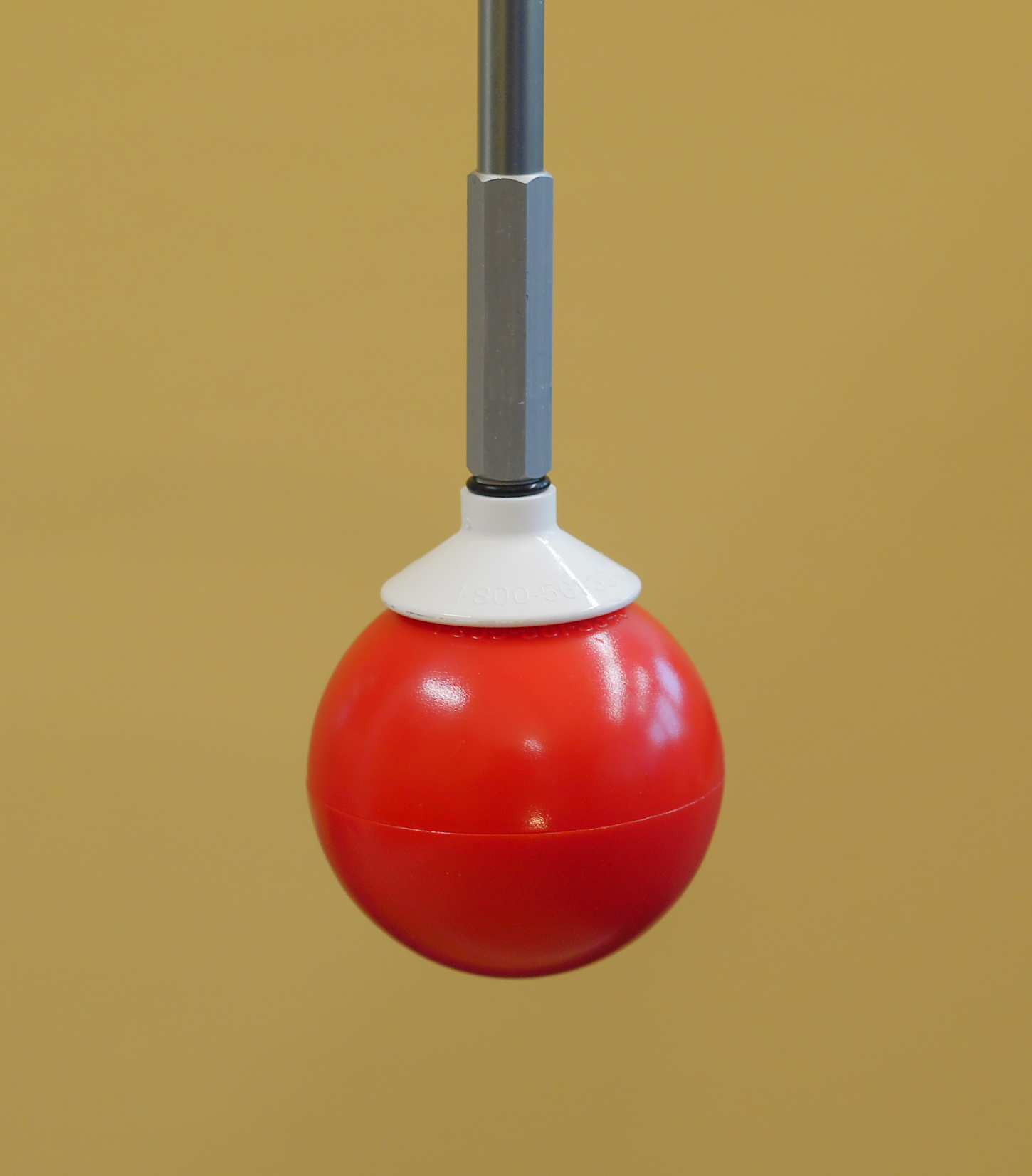
Boule roulante sur une canne blanche.

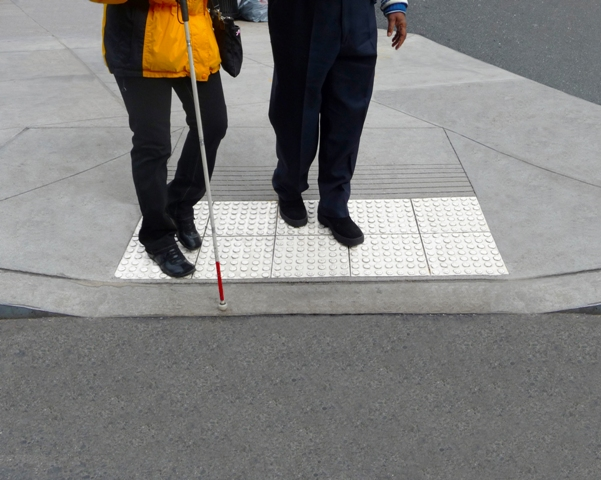
Utilisation d'une canne blanche pour détecter une bordure de trottoir aménagée.

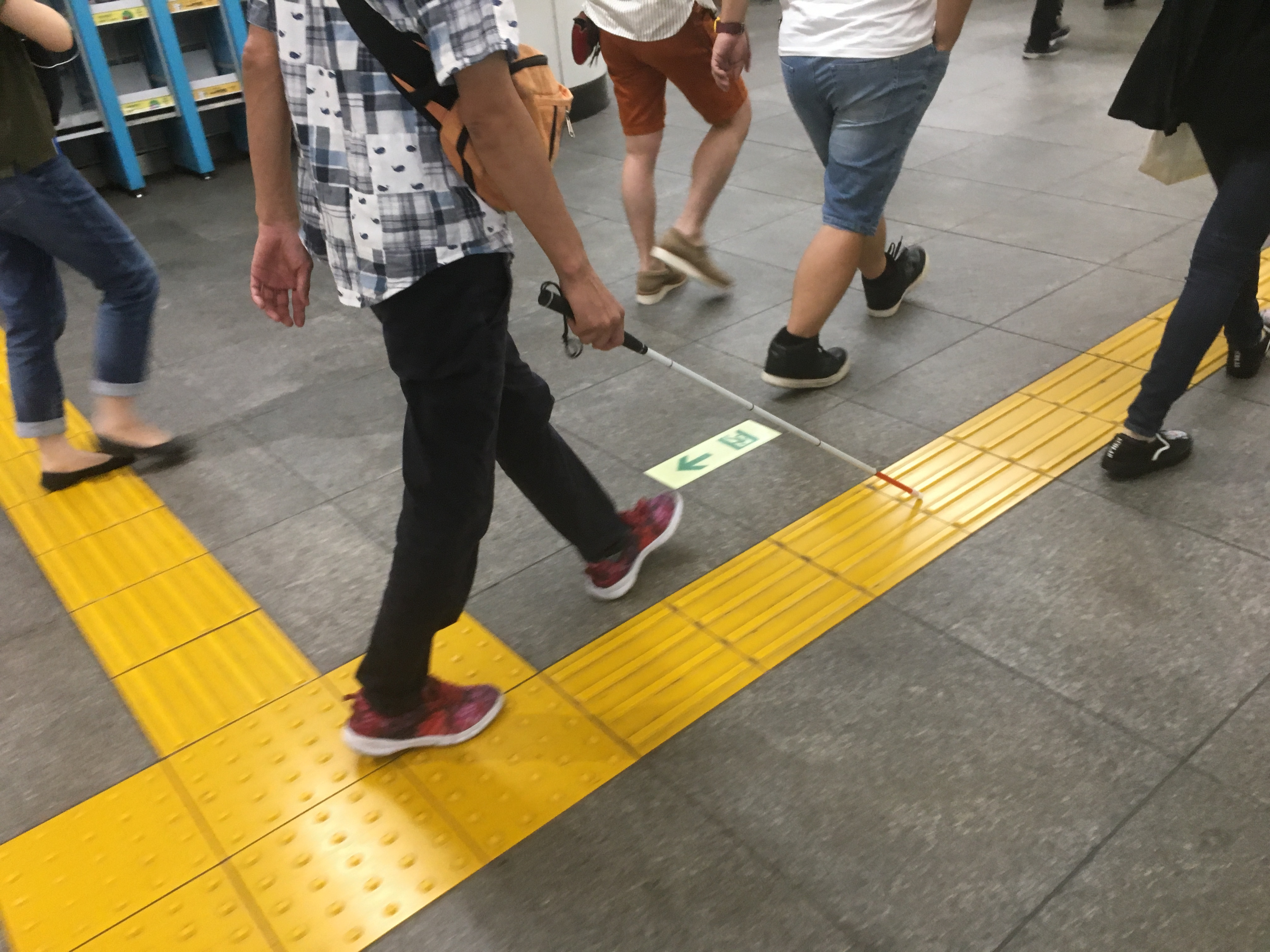
Autre utilisation sur des bandes de vigilance et bandes podotactiles.

La longueur de la canne dépend non seulement de la taille de son utilisateur (en principe, elle lui arrive au niveau de la poitrine), mais aussi de l'importance donnée à l'une ou l'autre de ses fonctions : ainsi il existe des cannes plus petites, qui sont davantage conçues pour s'identifier auprès des autres, que comme un outil facilitant les déplacements.
Les cannes blanches sont généralement faites de matériaux légers comme de l'aluminium ou du plastique enrichi en fibres, par exemple de carbone ou de verre. Elles sont souvent pliantes ou télescopiques.
Son utilisation nécessite une phase d'apprentissage, assurée notamment par les institutions spécialisées.

## Histoire

### Un symbole utile et ancien
Les aveugles utilisent déjà diverses marques distinctives : brassards, insignes, drapeaux, etc. L'usage de la canne existe également depuis des siècles pour se repérer. Ces pratiques sont diverses et circonstancielles : Selon certains l'usage de la couleur blanche se serait élargi après la Première Guerre mondiale. La canne blanche aurait été inventée en 1921 par James Biggs, un photographe britannique résidant à Bristol, qui a perdu la vue à la suite d'un accident et entend être plus visible des automobilistes dans le trafic routier.[réf. nécessaire]

### Un symbole normalisé
Cet usage va trouver une audience  très large — une dizaine d'années plus tard — à la suite d'une campagne entreprise dans les années trente.
- En 1930, la Française Guilly d'Herbemont lance une grande campagne en faveur de la reconnaissance de la canne blanche[2],[3]. Vivant boulevard de Courcelles à Paris, un quartier fréquenté par les aveugles se rendant dans un foyer tout proche, elle constate en effet les dangers qu'ils courent dans les rues, où les feux de croisement et les passages protégés étaient encore rares à l'époque. Elle a l'idée de munir les aveugles de cannes de la même couleur que les bâtons utilisés par les agents de police de l'époque, qu'ils pourraient lever pour demander aux automobilistes de s'arrêter, et ainsi pouvoir traverser. Elle adresse un courrier au directeur du quotidien L'Écho de Paris pour lui exposer ce problème ainsi que la solution qu'elle a trouvée. Celui-ci publie sa lettre, et alerte le préfet de police et le directeur de la police municipale.
- Après concertation avec des représentants d'associations et d'établissements spécialisés, l'idée est adoptée par un référendum organisé à l'hôpital des Quinze-Vingts, spécialisé dans l'ophtalmologie. Le 7 février 1931, au Cercle de l'Union interalliée, en présence de plusieurs ministres, elle remet symboliquement deux cannes blanches, l'une au président des aveugles de guerre, l'autre à une aveugle civile, les deux premières d'une série de 5 000 qui furent par la suite distribuées gratuitement sur ses fonds propres.
- Cette campagne est couverte par les journaux britanniques, si bien que le Rotary Club décide de reprendre l'idée et de promouvoir la canne blanche au Royaume-Uni ; en mai 1931, la BBC suggère aux aveugles l'utilisation d'une canne blanche comme manière de s'identifier[4].
- L'introduction de la canne blanche aux États-Unis est attribuée au Lions Club : George A. Bonham, un membre du club de Peoria dans l'Illinois[5], aperçoit en 1930 un aveugle tenter difficilement de traverser la rue. Comprenant que sa canne noire est presque invisible des automobilistes par rapport au revêtement foncé, le club de Peoria décide de peindre la canne en blanc pour la rendre plus visible. La campagne nationale du Lions Club débute en 1931.

## Manifestations
Dans plusieurs pays, il existe des manifestations célébrant la canne blanche et ses bienfaits pour l'autonomie des déficients visuels ; c'est également l'occasion de sensibiliser la population aux problèmes qu'ils rencontrent dans leur vie quotidienne.

### Aux États-Unis: Journée de la canne blanche
Aux États-Unis, il s'agit d'une journée nationale qui a lieu le 15 octobre.
Le 6 octobre 1964, la résolution conjointe HR 753 du Congrès des États-Unis autorisa le président des États-Unis à proclamer la date du 15 octobre de chaque année comme White Cane Safety Day, journée de la canne blanche. Le président Lyndon Johnson a été le premier à faire cette proclamation, dans les heures qui suivirent le passage de la résolution, et elle fut depuis lors reconduite presque chaque année par les présidents successifs.

### Au Canada: Semaine de la canne blanche
Au Canada, une Semaine de la canne blanche a lieu tous les ans lors de la première semaine de février. Elle a été instaurée en 1947.

## Aspects législatifs et réglementaires

### Conditions d’utilisation de la canne blanche
Dans plusieurs pays, l’usage de la canne blanche est réglementé.
En France, l’annexe 2-4 au code de l’action sociale et des familles indique « La carte d'invalidité sera surchargée de la mention canne blanche pour les personnes dont la vision est au plus égale à un dixième de la normale. »
L’article R241-22 de ce même code sanctionne l’usage indu de la canne blanche par l'amende prévue pour les contraventions de la 5e classe.

### Prise en compte par les automobilistes
Dans plusieurs pays[Où ?], lorsqu'un porteur de canne blanche la lève au bord d'un trottoir, les automobilistes sont contraints de s'arrêter pour le laisser passer.

## Variantes
- De 1991 à 2006, une variante de couleur jaune a existé en Belgique, réservée aux malvoyants. Peu connue du public, elle fut supprimée[9].

- Dans certains pays, les personnes qui sont à la fois aveugles et sourdes utilisent une canne blanche à laquelle sont ajoutées deux voire plusieurs bandes rouges[10].

## Canne blanche électronique
On désigne sous cette expression des systèmes électroniques qui permettent aux aveugles de percevoir leur environnement de manière plus détaillée que par la simple canne blanche.
Le capteur est fixé sur la canne blanche et se présente sous la forme d'un boitier. Sur le plan mondial, seuls deux systèmes existent en 2014[réf. nécessaire] : un modèle anglais connu sous le nom d'Ultracane et le dispositif français du nom de Tom Pouce. Ce dernier est distribué gratuitement en France par un collectif.
L'Ultracane détecte les obstacles par rayonnement d'ultrasons.
S'agissant du Tom Pouce, la détection des obstacles se fait par la combinaison de faisceaux infrarouges et d'un laser qui signalent la présence d’un obstacle par une vibration. Ce système a une portée ajustable entre un et six mètres. La tête de la personne déficiente visuelle est efficacement protégée par cet outil.
Ce type de système d'aide électronique requiert une formation pour une pleine efficacité. Le collectif français a déjà[Quand ?] formé plus de 300 personnes en France, et la totalité des cannes électroniques déployées est toujours utilisée au quotidien.

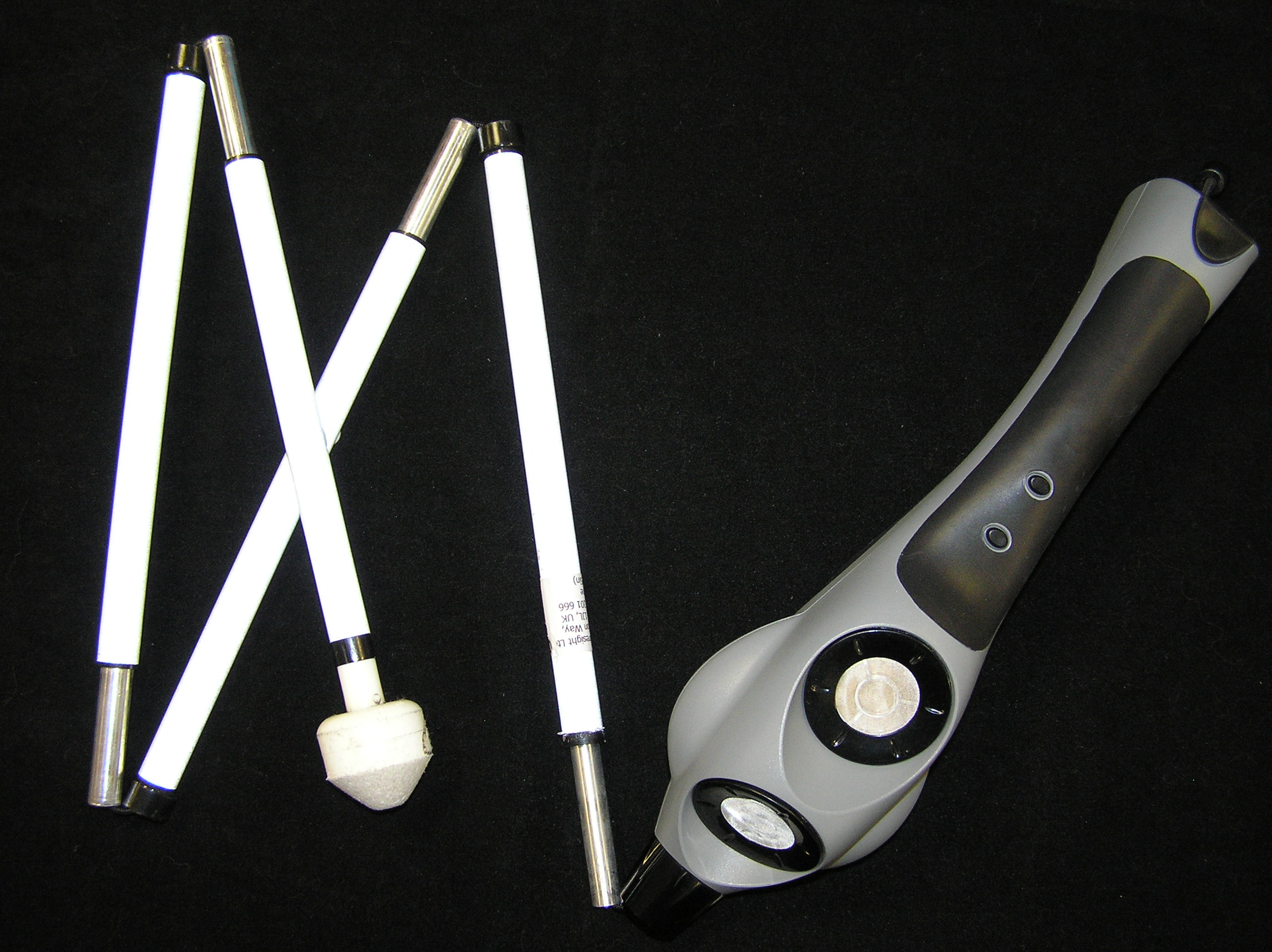
L'UltraCane, un exemple de canne blanche électronique.
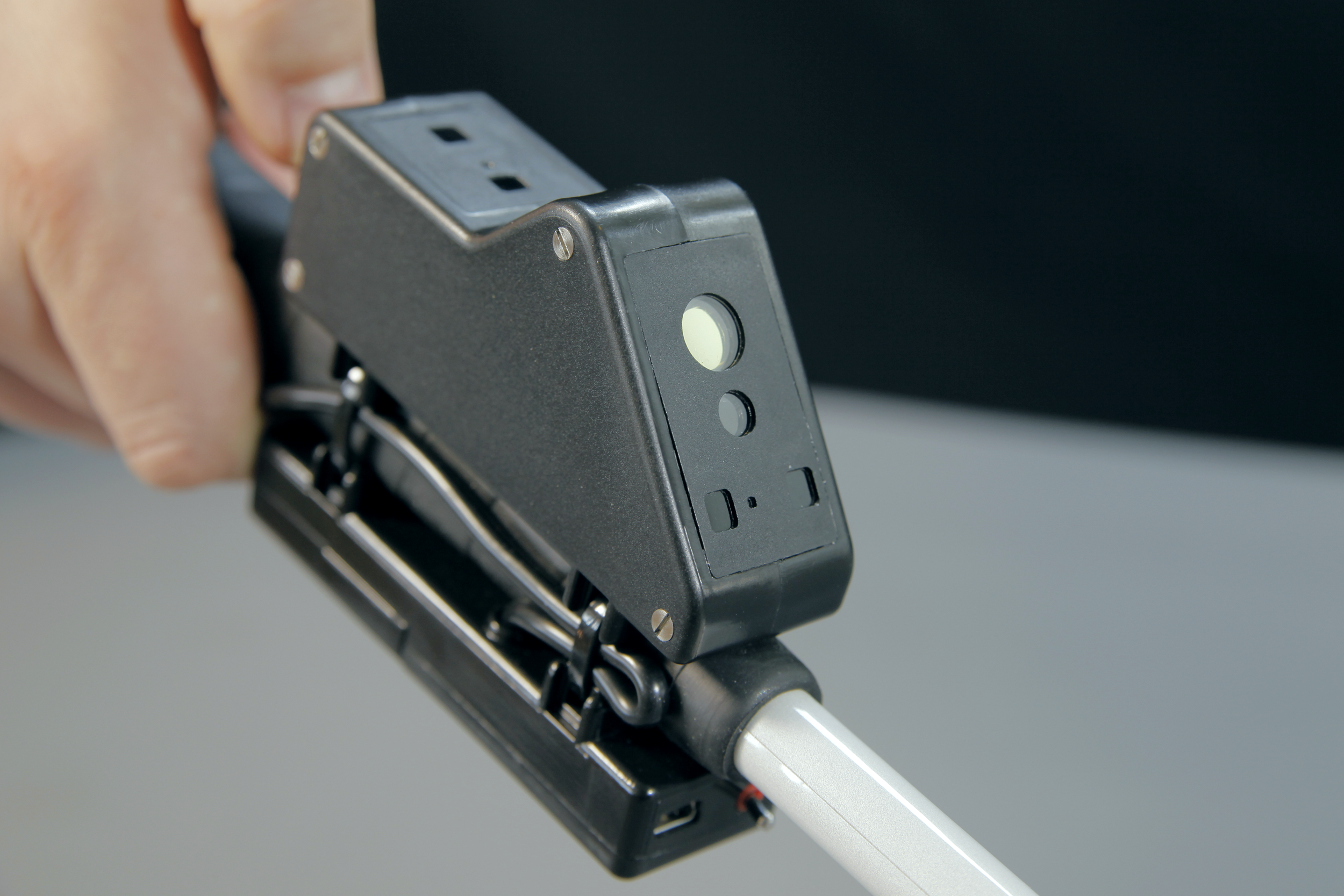
Canne électronique française modèle Tom Pouce III, Visioptronic 2013.

## Usages symboliques et médiatiques
- La canne blanche est représentée :
  - sur le pictogramme que l'Union postale universelle recommande[12] d'apposer en vignette sur les cécogrammes, c'est-à-dire les courriers qui bénéficient d'une franchise en vertu du fait qu'ils sont destinés aux déficients visuels ;
  - sur le logo de La Ligue Braille, aux côtés d'un chien guide.
- La Canne blanche est le titre du bulletin trimestriel de la Ligue Braille (Belgique) et d'un magazine édité par la Fédération des aveugles et handicapés visuels de France.